# Dubai Sports City
 (novembre 2012).

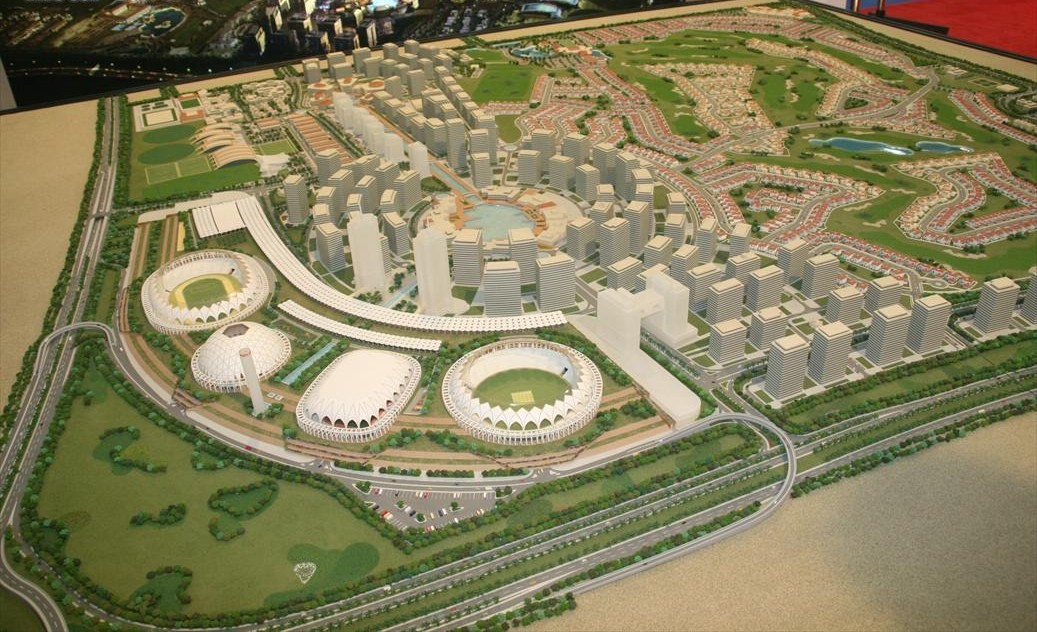
Maquette du Dubai Sports City en 2007

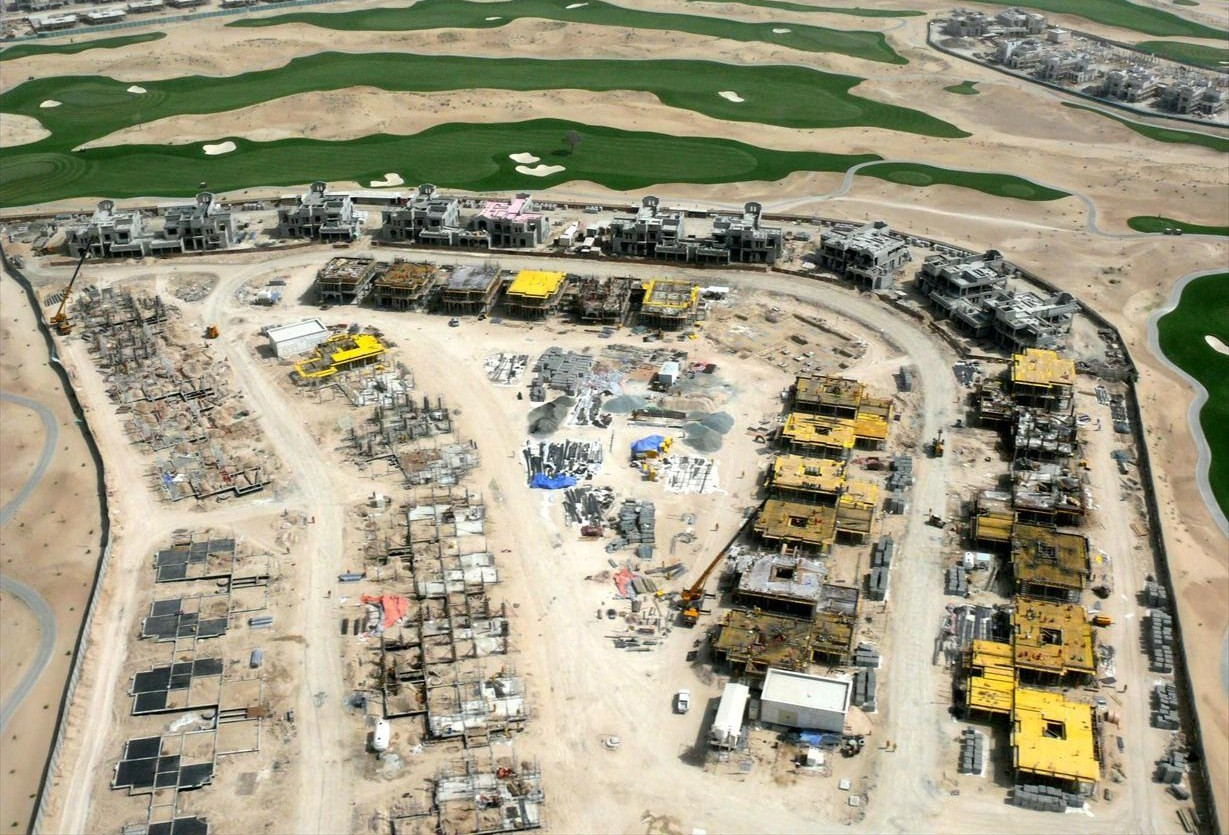
Une partie du domaine en 2008

Dubai Sports City est un complexe sportif en cours de construction à Dubaï, aux Émirats arabes unis.
L'ensemble sera constitué d'immeubles d'habitations ainsi que de plusieurs installations sportives.
Les premières structures étaient prévues pour la fin de 2007. Ce projet a été sévèrement touché par la récession mondiale et la crise financière de Dubaï. En effet, différents projets sont en suspens, d'autres sont sérieusement remis en cause.
La principale structure sportive doit être capable d'accueillir 60 000 spectateurs, avec multi usages. Ce stade sera utilisé pour l'athlétisme, le football et le rugby à XV et peut-être pour le cricket. Le Cricket Ground devrait accueillir 25 000 personnes, l'Indoor Arena 10 000 personnes. Un stade de 5 000 places sera dédié au hockey sur gazon. Le complexe doit également proposer un golf de 18 trous conçu par Ernie Els.